# Ahytherium
Ahytherium es un género extinto de perezoso megaloníquido hallado en Brasil. La forma de la cola de Ahytherium indica que puede haber sido un buen nadador, como el perezoso marino Thalassocnus.

## Descubrimiento y taxonomía
El espécimen fósil casi completo de Ahytherium fue descubierto en el parque nacional Chapada Diamantina en 2005. Fue descrito por Castor Cartelle de la Pontifícia Universidade Católica de Minas Gerais. Los huesos, los cuales conforman el esqueleto de un animal de cerca de 1 metro de longitud, pertenecen a un individuo que aún estaba en crecimiento.